# Дорогуча (посёлок)
Дорогуча — упразднённый посёлок Воротынского района Нижегородской области России.
Входил в Михайловский сельсовет

## География
Посёлок Дорогуча был расположен в хвойных лесах заречной части Воротынского района на реке Дорогуче в 20 км к северу от села Разнежье. Недалеко от посёлка имеется множество озёр: Шумское, Рыжан, Линево, Красное, Рябинки и т. д.

## История
Возник как посёлок лесозаготовителей.
В 1990-е годы посёлок был заброшен, местные жители уехали в другие населённые пункты области.

## Инфраструктура
Население посёлка в основном занималось валкой леса и добычей смолы-живицы и работало в Михайловском леспромхозе.